# 트랩도어 함수
트랩도어 함수(trapdoor function,비밀통로 일방향함수)는 일방향함수의 한 종류이다. 보통 일방향함수처럼 함수의 역을 구하는 것은 어렵지만, 트랩도어라고 부르는 특수한 정보가 있으면 쉽게 역을 구할 수 있는 함수이다. 트랩도어 함수는 암호학 분야에서 널리 사용한다.
트랩도어 함수를 수학적으로 정의하면 다음과 같다. 어떤 비밀값 y가 있어서, 어떤 x에 대해서 y가 없을 때는 f(x)를 구하기 어렵지만 y가 주어진다면 f(x)에서 x 값을 쉽게 찾을 수 있다면 함수 f는 트랩도어 함수이다.
1970년대에 휫필드 디피, 마틴 헬만, 랄프 머클등이 공개 키 암호 방식에 대해 연구하면서, 트랩도어 함수가 주목 받기 시작했다. 실제로 1976년에 디피와 헬만이 '트랩도어 함수'라는 이름을 지었다. 몇 가지 함수들이 트랩도어 함수라고 추측했으나, 예상외로 트랩도어의 성질을 온전히 만족하는 함수를 찾기 어려웠다. 예를 들어 부분집합 합 문제를 이용한 트랩도어 함수의 경우, 트랩도어 없이도 역을 구할 수 있기 때문에 부분집합의 합 문제로는 트랩도어 함수를 만들 수 없다.
현재까지 가장 널리 알려진 트랩도어 함수의 후보는 RSA와 라빈 함수들이다. 이 함수들 모두 합성수에 대한 모듈로 거듭제곱(modulo exponentiation)을 사용하며, 소인수 분해의 어려움에 기반하고 있다.
이산 로그에 기반한 트랩도어 함수는 소수를 법으로 가지는 군에서나 타원곡선에서나 모두 알려진 것이 없다. 아직까지 이산 로그를 효율적으로 계산할 수 있는 트랩도어를 찾지 못했기 때문이다. 그럼에도 불구하고, 엘가말 암호나 디지털 서명 알고리즘등은 이산 로그 문제의 어려움에 기반하고 있다.

## 같이 보기
- 일방향함수

## 참고 문헌
- W. Diffie and M. Hellman. New Directions in Cryptography. IEEE Trans. Info. Theory 22(6), pp644–654 (1976). PDF version of the paper